# Álvaro Perdigão
Álvaro Perdigão (Setúbal, 22 de mayo de 1910-Lisboa, 10 de marzo de 1994) fue un artista plástico portugués.
Su obra artística se desarrolló a lo largo de gran parte del siglo XX, desde el final de los años 1920 hasta al inicio de la década de 1990.

## Biografía
Nació en Setúbal, en mayo de 1910, con la República, a finales de la primera década del siglo XX. En su ciudad natal, asiste al Instituto Bocage. Comenzó sus estudios de pintura en el taller del pintor Lázaro Lozano en 1917, hacia los diecisiete años, donde permaneció hasta 1929.
Tuvo una carrera académica que pasó por la Escuela Superior de Bellas Artes y posteriormente el Conservatorio Nacional, en el curso de escenografía. Mientras estudiaba, desempeñaba varias funciones, a saber: la redacción de la Comisión de Supervisión de Levantamientos Topográficos Urbanos, entre 1939 y 1948. Pero es a la docencia a la que elige dedicar su actividad profesional. Fue nombrado Catedrático de Educación Técnica en la Escuela Industrial Marquês de Pombal de Lisboa, en 1948. Se incorporó al profesorado de la Casa Pía de Lisboa en 1950, por invitación del Patronato, para ejercer el cargo de Catedrático de Pintura, cargo que ocupó hasta 1980. Sus compañeros son los escultores Martins Correia, Raul Xavier y Helder Baptista, entre otros. También impartió clases nocturnas en la Sociedade Nacional de Belas Artes, aunque sin remuneración.
Bien pronto inicia su carrera artística. Aún joven, con diecinueve años, realiza su primera exposición individual, en 1929 en el Club Naval de Setúbal. A partir de ahí, permanece en contacto con el público continuadamente. Al largo de su carrera realiza decenas de exposiciones individuales, quiere en Portugal quiere en el extranjero, y participa en incontables colectivas, realizando más del que una exposición anual.
Fue vicepresidente de la Dirección de la SNBA en el mandato de 1951/1952.Integró el Grupo Paralelo en 1974, con António Carmo, João Hogan, Querubim Lapa, Gil Teixeira Lopes y otros.
Cultivó diversas técnicas. Dejó una vasta obra en la que predomina el óleo como técnica preferida, pero también el dibujo, la acuarela, la cerámica, las vidrieras, el grabado en diversos materiales e incluso el monotipo. Utilizó medios cromáticos muy variados: los colores de la paleta - gris, siempre muy elaborado, azul, verde, ocre, brique, amarillo, marrón, rojo - se extienden en manchas exigentemente estructuradas sobre el lienzo, de un lino de tejido grueso que en la aplicación de la pintura permitió una textura en relieve.
Podemos destacar las líneas temáticas amplias, amplias y diversificadas que exploró a lo largo de su obra: figura masculina y femenina, paisaje y naturaleza muerta. Expresa su visión de la vida del hombre común y sus tareas diarias. Muere en Lisboa en 1994.

## Premios
- “Premio Luciano Freire” (Dibujo), A.N.B.A.,1941.
- 2.º “Premio Silva Porto” (Pintura), S.P.N./S.N.I.,1948.
- En la Sociedad Nacional de Bellos-Artes fue premiado con a 3 .ª Medalla en Pintura, 1948 y 2.ª Medalla en Pintura,1951.
- 1.ª Medalla del Salón Estoril,1959.
- Premio del Salón Imagen de la Flor, C.M.L., 1960.
- “Premio Roque Gameiro” (Aguarela), 1962.
- 1.º Premio del 11.º Salón de la Primavera de la Costa del Sol, 1966, Estoril.
- Premiado en la 1.ª Exposición de Artes Plásticos de Leiria,1970.

## Exposiciones individuales
- 1929 – Club Naval Setubalense
- 1930, 1931 – Liceu Bocage
- 1934 – Cámara Municipal de Coimbra
- 1936 – Galería UP
- 1943 – Galería Instanta, Lisboa 1951, 1961, 1962 (Monotipias y Óleos)
- 1963 – Sociedad Nacional de Bellos-Artes
- 1961, 1969,1971 – Galería del Casino Estoril
- 1963 – Coliseu del Puerto
- 1962, 1985 – Museo de Setúbal
- 1962, 1965 – Junta de Turismo de la Costa del Sol, Estoril
- 1968 (Óleos),1969 – Galería Nacional de Arte 1969, 1970, 1971 (xilogravura) – Museo de Angra del Heroísmo
- 1969 – Galería Interforma
- 1970 – Galería el “Primero de Enero” (pintura y gravura), Coimbra; Caves Fonseca
- 1971, 1974 – Galería del “Diario de Noticias”
- 1972 – Galería Cema, Madrid
- 1973 – Clarkson Galleries, Edimburgo
- 1975 – Galería Abel Salazar, Puerto
- 1976, 1979, 1983, 1987 – (el Escondite y otras obras, óleos y escultura en red alámbrica)– Galería S. Francisco
- 1989 (Del Alto de St. Justa y otras Pinturas Más)  – Galería S. Francisco
- 1991,1993 (Viejas y Nuevas Realidades) – Galería S. Francisco
- 1979 – Museo de Castelo Branco
- 1991 – primer Aniversario de la Galería de Arte de la Casa del Personal de la RTP
- 2012 - Exposición antológica en el Museo del Neo-Realismo, en Vila Franca de Xira

## Representación en museos
- Biblioteca Museo Luz Soriano, Casa Pia
- Fundación Calouste Gulbenkian/C.A. m.
- Museo António Duarte, Caldas de la Reina
- Museo Armindo Teixeira Lopes, Mirandela
- Museo de Angra del Heroísmo, Isla Tercera, Azores
- Museo de Arte Contemporáneo
- Museo de José Malhoa, Caldas de la Reina
- Museo de Luanda
- Museo de Sines
- Museo de Setúbal
- Museo del Neo-Realismo
- Museo del Trabajo Michel Giacometti
- Museo Francisco Tavares Proença, Figueira de la Foz
- Museo Hacha de Castro
- Museo Santos Roca, Figueira de la Foz

## Instituciones públicas
- Capela de las Misiones, Lumiar
- Cámara Municipal de Setúbal
- Caja General de Depósitos
- Gobierno Civil de Setúbal
- Instituto de Angola
- Instituto de Mozambique
- Instituto Superior Técnico
- Ministerio de la Cultura
- Sociedad Nacional de Bellos-Artes

## Museos Internacionales
- Museo de Leningrado